# Хоккей на траве на летних Олимпийских играх 2008
Соревнования по хоккею на траве на XXIX летних Олимпийских играх проходили с 10 по 23 августа 2008 года, разыграно два комплекта медалей — в соревнованиях мужских и женских сборных (количество женских команд было увеличено до 12).

## Медали

### Общий зачёт
| Общее количество медалей |            |        |         |        |       |
| Место                    | Страна     | Золото | Серебро | Бронза | Всего |
| 1                        | Германия   | 1      |         |        | 1     |
| 1                        | Нидерланды | 1      |         |        | 1     |
| 2                        | Испания    |        | 1       |        | 1     |
| 2                        | Китай      |        | 1       |        | 1     |
| 3                        | Австралия  |        |         | 1      | 1     |
| 3                        | Аргентина  |        |         | 1      | 1     |

### Медалисты
|         | Золото     | Серебро | Бронза    |
| Мужчины | Германия   | Испания | Австралия |
| Женщины | Нидерланды | Китай   | Аргентина |

## Квалификация
Китай автоматически получил право участвовать в олимпийском турнире по хоккею на траве. Ещё восемь команд отбирались по континентальным соревнованиям, а оставшиеся три выявлялись в ходе дополнительных квалификационных турниров.

## Формат соревнований
В обоих турнирах участвуют по двенадцать команд, разделённых на две группы по шесть в каждой. После однокруговых групповых турниров по две лучшие команды из каждой группы выходят в полуфиналы. Победители полуфиналов соревнуются в финале за первое место, а проигравшие играют за бронзу.